# 209-й корпусной артиллерийский полк
209-й корпусной артиллерийский полк — воинская часть в вооружённых силах СССР во время Великой Отечественной войны.

## История
Сформирован в 1934 году.
В составе действующей армии с 22.06.1941 по 28.10.1941 года.
На 22.06.1941 года дислоцировался в селе Шкло, Яворовского района, являясь корпусным полком 6-го стрелкового корпуса, занимая позиции в Рава-Русском укреплённом районе. Был придан 41-й стрелковой дивизии.
27.06.1941 года отходил вместе с частями дивизии на рубеж рубеж Жулкев, Глиньско, Фуйна. Затем, в июле 1941 года ведёт бои в районе Белая Церковь, Фастов, отходит к Днепру, в августе 1941 года находится на Каневском плацдарме, в частности один из дивизионов близ станции Золотоноша.
Известно, что 25.08.1941 года полк из района Лепляво к 18.00 перешёл в район Домантов.
Попал в окружение в районе Лубны. Уничтожив материальную часть, личный состав пытался пробиться к своим.
Уничтожен в Киевском котле. 28.10.1941 расформирован официально.

## Полное наименование
- 209-й корпусной артиллерийский полк

## Подчинение
| Дата            | Фронт (округ)      | Армия      | Корпус (группа)       | Примечания |
| --------------- | ------------------ | ---------- | --------------------- | ---------- |
| 22.06.1941 года | Юго-Западный фронт | 6-я армия  | 6-й стрелковый корпус | -          |
| 01.07.1941 года | Юго-Западный фронт | 6-я армия  | 6-й стрелковый корпус | -          |
| 10.07.1941 года | Юго-Западный фронт | 6-я армия  | 6-й стрелковый корпус | -          |
| 01.08.1941 года | Юго-Западный фронт | 26-я армия | -                     | -          |
| 01.09.1941 года | Юго-Западный фронт | 26-я армия | -                     | -          |

## Командование
- подполковник Бурков